# East Liverpool
East Liverpool è una città dell'Ohio, negli Stati Uniti. Situata nella contea di Columbiana, conta una popolazione di 13.089 abitanti, censiti dall'United States Census Bureau nell'anno 2000.

## Geografia fisica
È ubicata lungo il fiume Ohio ed è confinante con due stati: Pennsylvania e Virginia Occidentale.
East Liverpool è la principale città dell'area metropolitana di Salem. A lungo ha avuto il soprannome di "capitale mondiale della ceramica e della porcellana" ed è tuttora sede di tre importanti aziende del settore.

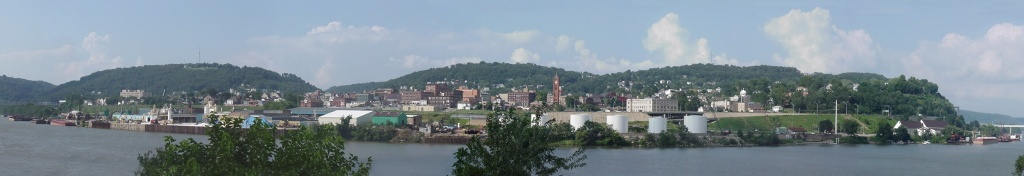
Panorama della città da est

## Storia
Nel 1800, East Liverpool fu battezzata St. Clair in onore di Arthur St. Clair da Thomas Fawcett, uno dei primi latifondisti della zona, al tempo governatore dei Territori del Nord-Ovest. Fu chiamata poi per qualche tempo dagli abitanti locali Fawcettstown; divenne East Liverpool nel 1834, quando si decise di distinguera dalla parte occidentale della città (nel tempo conglobata in un unico centro) che aveva lo stesso nome.
James Bennett, un vasaio in ceramica inglese, fu il fondatore della prima industria della ceramica a East Liverpool, diventando il principale datore di lavoro e membro più influente di quella che venne chiamata la città delle stoviglie (un tempo vi veniva prodotta più della metà della produzione nazionale USA e giunse ad avere fino a trecento aziende del settore).
Sede di un museo della ceramica, conserva solo tre aziende: la Hall China Company, la Homer Laughlin China Company, situata lungo le sponde del fiume Ohio a Newell, Virginia Occidentale, e la Pioneer Pottery.
Fra la porcellana lavorata a East Liverpool la più famosa era la Lotus Ware, prodotta da Knowles, Taylor & Knowles nel 1890. Dalla metà degli anni sessanta l'industria della ceramica è andata gradatamente perdendo di rilievo. Questo è dovuto principalmente al fatto che i lavoratori della ceramica nei paesi meno sviluppati - tra i quali la Repubblica popolare cinese, la Corea del Sud e Taiwan - sono pagati in misura minore rispetto ai salari orari previsti per i lavoratori statunitensi. A metà degli anni novanta la città ha sottoposto ad un profondo rinnovamento il suo centro storico, utilizzando lampioni dell'epoca della Grande depressione.
Contestualmente, è stato ampliata la parte del centro cittadino più moderna, denominata Diamond Devon, con la ricostruzione della torre dell'orologio della vecchia high school, ora sede dell'associazione degli ex-alunni.